# Суханов, Александр Сергеевич (певец)
Але́ксандр Серге́евич Су́ханов (род. 12 ноября 1978, Москва, СССР) — российский актёр музыкального театра и озвучания, певец, режиссёр, педагог. Озвучивает кино и мультфильмы. Лауреат премии «Золотая маска» в номинации «Оперетта/Мюзикл. Лучшая роль второго плана» за роль Досифея, «Пётр I», лауреат премии фестиваля мюзикла «X-42» — «Лучший артист мюзикла» (2025).

## Биография
Александр Суханов родился 12 ноября 1978 года в городе Москва.
В 1994 году окончил среднюю школу № 997. В 1997 году окончил Гнесинское музыкальное училище (класс баяна, факультет народных инструментов), работал настройщиком фортепиано.
В 2004 году окончил РАТИ-ГИТИС по специальности «актёр музыкального театра» (руководитель курса Г. П. Ансимов).
С октября 2004 года по 2010 год работал в театре-студии «Откровение» и Пушкинском театре в музыкальном ансамбле.
С 2006 года работает старшим преподавателем кафедры режиссуры и мастерства актёра музыкального театра на курсе Г. П. Ансимова в РАТИ и является помощником режиссера в постановках дипломных спектаклей Академии.

### Личная жизнь
Супруга — Ирина Суханова — певица, ведущая актриса оперетты Москонцерта, Московского музыкального театра «На Басманной». Дочь — Екатерина (род. 16 апреля 2004). С 5 апреля 2025 года состоит в браке с артисткой балета театра музыкальной комедии Алиной Горшковой (род. 25 мая 2002).

## Творчество
В 2009 году как режиссер выпустил спектакль «Жизнь семейная…», в котором сыграл две главные роли. В качестве режиссера и помощника режиссера выпустил спектакли: «Гражданка Цветаева», «Дон Кихот», «Царская невеста».
Активно участвовал в музыкальных антрепризах («Летучая мышь», «Здрасьте, я ваша тетя!», «Мистер Икс» и «Медведь»).
С 2011 года сотрудничает с Санкт-Петербургским театром музыкальной комедии. Играет в мюзиклах «Бал вампиров», «Джекилл & Хайд», «Канкан», «Девчонка на миллион», «Граф Монте-Кристо» и «Пётр I», оперетте «Страна улыбок», в музыкальном спектакле «Я ненавижу Гамлета», выступает одним из режиссеров-постановщиков и участником концерта-спектакля «Хиты Бродвея» театра. В 2024 году за роль монаха Досифея в мюзикле «Пётр I» награждён высшей национальной театральной премии «Золотая маска» в номинации «Оперетта/Мюзикл. Лучшая роль второго плана». Играет в спектаклях «Я ненавижу Гамлета», «Остров сокровищ», «Франкенштейн», «Ромео и Джульетта».
Не прошёл кастинг в мюзикл — «Ромео и Джульетта» Московской оперетты, в 2010 году прошёл кастинг и не сыграл в мюзикле «Зорро», в 2014 году не сложился кастинг в «Призрак оперы» на роль Призрака из-за ля-бемоль, не получалась нота после мюзикла «Русалочка».
С 2011 года исполняет роли в мюзиклах компании «Stage Entertainment Russia»: «Звуки музыки», «Русалочка», «Поющие под дождём», «Бал вампиров», «Привидение».
В 2017 года к первому апреля с коллегами выпустил пародийный клип «Тают гробы».
С 2019 года в касте рок-оперы «Карамазовы» Александра Рагулина и «Графиня де Ля Фер» в 2021. Работает в проектах Глеба Матвейчука «Опасные связи», «Пушкин», «Алконост» с 2021 года.
В октябре 2019 года исполнял роль в мюзикле «Канкан» в рамках XV театрального фестиваля «Золотая Маска в Эстонии» в Таллинне.
С 2019 году участвует в проектах Театральной компании Дмитрия Богачёва «Бродвей Москва».
В октябре 2020 года состоялась премьера в роли советского шахматиста Анатолия Сергиевского в мюзикле «Шахматы» Театральной компании Дмитрия Богачёва «Бродвей Москва». В декабре 2024 года состоялась премьера в роли Джинна в мюзикле «Последняя сказка».
Выступал 21 февраля 2015 года в Кремле в рамках концерта Ильи Резника «Служить России», в 2019-м принял участие в театрально-музыкальном шоу «Бар разбитых сердец» компании «Четыре Че» в Москве. Принимал участие в сольных концертах коллег Елены Бахтияровой (2017) и Елены Газаевой (2019).
С 2020 года выступает режиссёром-постановщиком ежегодных концертов-спектаклей «Теория Противоположностей» продюсерской компании «White Raven Group» на стихи Андрея Пастушенко. В 2020—2021 годы с участием коллег: Елены Газаевой, Веры Свешниковой, Игоря Кроля, Кирилла Гордеева и Ивана Ожогина. В 2002—2023 годы с участием Ростислава Колпакова, Марии Игумновой, Германа Беняша, Наталии Бабенко и Агаты Вавиловой. В марте 2023 года выступил режиссёром и участником концерта «Джентльмен шоу», выступив совместно с Антоном Авдеевым, Романом Дрябловым, Ростиславом Колпаковым, Ярославом Баярунасом, Александром Казьминым и др.
В предпремьерном показе музыкально-драматическом спектакле «Эдит Пиаф. Отражение» 23 мая 2025 сыграл Луи Баррье.

## Работы

### Роли в театре
Театр-студия «Откровение» (2004 — 2010)
- «Дорогая Памела» (реж. А. Казаков) — Брэд
- «Чайка» — Треплев
- «Жизнь семейная…» — Артуро, Третий
- «Королева Алиса» — Белый король, Труляля
- «Солдат Василий» (реж. А. Казаков) — Боец
- «Солдат и змея» — Солдат Жан
- «Без вины виноватые» — Незнамов
- «Это я — Дон Кихот» — Красавчик
- «Варшавский набат» — Конрад Вольф

### Мюзиклы
Продюсерская компания «Маскарад»
- Мюзикл «Обыкновенное чудо» — Охотник, Трактирщик, Палач (2010 — 2011)

Санкт-Петербургский театр музыкальной комедии
- Мюзикл «Бал вампиров» (режиссёр К. Балтус) — Йони Шагал, Граф фон Кролок (2011 — 2014), (2016), (2018 — 2019), (2022)[25]
- Спектакль-концерт «Хиты Бродвея и не только…» (реж. Б. Томаш, А. Сафронов, А. Суханов) — Сальери, Шовлен, Повар Луи, Гастон, Продюсер Гратовски, Анатолий Сергиевский, Дер Тод, Бенволио и др. (с 2014)
- Мюзикл «Джекилл & Хайд» (режиссёр Г. М. Кереньи KERO) — Гэбриэл Джон Аттерсон (с 2014 — 2022)[26]
- Оперетта «Страна улыбок» Ф. Легар — дядя Чанг (2016)
- Мюзикл «Канкан» (режиссёр Г. М. Кереньи KERO) — Борис Аджиниджинадзе (с 2018)[27]
- Мюзикл «Девчонка на миллион» (режиссёр Андрей Носков) — Стенсон (с 2019 — 2022)
- Мюзикл «Граф Монте-Кристо» (режиссёр Г. М. Кереньи KERO) — Фернан Мондего (с 2022 — 2024)
- Мюзикл «Алиса в стране чудес» (реж. Г. Матвейчук) — Кролик (с 2022)[28]
- Мюзикл «Пётр I» (реж. Ю. Александров) — Досифей (с 2022)
- Музыкальный спектакль «Я ненавижу Гамлета» (реж. Ольга Прихудайлова) — Иван Молчанов, Фёдор (с 2023)
- Мюзикл «Франкенштейн» (реж. А. Франдетти) — Анри (с 2023)
- Мюзикл «Остров сокровищ» (реж. О. Прихудайлова) — Пират Сильвер (с 2023)
- Мюзикл «Ромео и Джульетта» (режиссёр Г. М. Кереньи KERO) — Отец Лоренцо (с 2025)
- Мюзикл «Хозяйка Медной горы» (реж. Г. Матвейчук) — Приказчик Северьян (с 2025)

АНО «Музыкальное сердце театра»
- Мюзикл «Алые паруса» (реж. Д. Белов, С. Горшкова) — Меннерс старший (2013 — 2019)

Компания Star Media
- Мюзикл «Однажды в Одессе» — Мишка Япончик, Иосиф Тор, Исаак Крик (2014)[29]

Stage Entertainment
- Мюзикл «Звуки музыки» — Капитан Фон Трапп, Адмирал фон Шрайбер, ансамбль (2011 — 2012)
- Мюзикл «Русалочка» — Повар Луи, Тритон, ансамбль (2012 — 2014)
- Мюзикл «Поющие под дождём» —  Р. Ф. Симпсон, Роско Декстер (2015 — 2016)
- Мюзикл «Бал вампиров» Джима Стейнмана (режиссёр Корнелиус Балтус) — Йони Шагал, Граф фон Кролок (2016 — 2017)
- Мюзикл «Привидение» — Вилли Лопез, призрак подземки, больничное привидение (2017 — 2018)

Театр «АРТель» Александра Рагулина
- Рок-опера «КарамазоВЫ» (реж. А. Рагулин) — Фёдор Карамазов (с 2019)[30]
- Рок-опера «Графиня де Ля Фер» (реж. А. Рагулин) — Гримо / Герцог Бэкингем (с 2021), Кардинал Ришелье (с 2024)[31]
- Мюзикл-драма «Последний Романов» (реж. А. Рагулин) — Гришка, Яков Юровский, раненный солдат (с 2024)

Театральная компания «Бродвей Москва»
- Мюзикл «Первое свидание» — Гейб (с 2019)[32]
- Мюзикл «День влюблённых» — Джек (с 2020)[33]
- Мюзикл «Шахматы» (реж. Евгений Писарев) — Анатолий Сергиевский (с 2020)[34]
- Мюзикл «Последняя сказка» (реж. А. Шевчук) — Джинн (с 2024)[35]

Продюсерский центр Николая Забелина
- Мюзикл «Магазинчик ужасов» (реж. А. Преснов) — Мистер Мушник (2021)[36]

Продюсерский центр «Театрон»
- Мюзикл «Песчаный словарь» — Разбойник (2018 — 2019)[37]

Фольклорный центр п/р Л.Рюминой
- Мюзикл «Опасные связи» (реж. Глеб Матвейчук) — Виконт де Вальмон (с 2021)
- Мюзикл «Пушкин: охотник за сказками» (реж. Глеб Матвейчук) — Черномор / Бес (с 2021)
- Мюзикл «Алконост. Легенда о любви» (реж. Глеб Матвейчук) — Велес, бог подземного Царства Мертвых (с 2021)

Продюсерский центр «Penta Entertainment»
- Мюзикл «Икар» Антон Круглов; (реж. Антон Преснов) — Тесей (с 2024)[38]

Московский театр оперетты
- Мюзикл «Монте-Кристо» (реж. Алина Чевик) — Бертуччо  (с 2024)[39]

### Фильмография
- 1999 — Фильм «Президент и его внучка». (солдат на стрельбище)
- 2003 — Фильм «Антикиллер 2: Антитеррор». (эпизод)
- 2007 — Сериал «Адвокат-4». Серия 10 «Черный человек» (эпизод)
- 2008 — Сериал «Женщина без прошлого». (эпизод)
- 2012 — Сериал «Не Ври Мне». Серия 75 «Возвращение домой» (Владимир Антонов)
- 2019 — Сериал «След». Серия 2247 «Эклер для первого лица» (Попов)
- 2021 — Сериал «Земное притяжение». Серия 2, 3 (певец)
- 2022 — Сериал «Переворот». Серия 1, 3, 4, 5 (подпоручик Сергей Степанович Никаноров)

### Дубляж
- 2011—2016 — «Джейк и пираты Нетландии» (Лорен Хоскинс — Sharky)
- 2014 — «Дракула» (Ной Хантли — Captain Petru)
- 2014 — «Энни» (Дориан Миссик — Annie’s «Dad»)
- 2014 — «Пчёлка Майя» (Гленн Фрайзер — Kurt)
- 2015 — «Монстры на каникулах 2» (Джон Ловиц — Phantom of the Opera)
- 2017 — «Величайший шоумен»

## Отзывы критиков
Мюзикл «Бал вампиров»:
Сочетание «Граф фон Кролок – Александр Суханов» заворожило с первых появлений – еще в петербургском спектакле. Артист и образ сошлись идеально: вокальная и актерская индивидуальность позволили Суханову создать эталонного «темного властелина». Его предводитель вампиров получился до обморока страшным – и чувственно-манящим, призрачно-загадочным – и абсолютно реальным, романтичным – и отчаянно-беспощадным.

Партия Графа фон Кролока написана для баритона. Периодически ее поют и тенора, но именно баритон может полностью передать и музыкальные нюансы, и особенности характера персонажа. Александр Суханов, обладатель изумительной красоты голоса именно этого тембра, с великолепными нижними нотами и богатством интонаций – от воркующе-бархатной до обжигающе-ледяной – создает совершенно магнетического Графа.
Алиса Никольская. Темный властелин (заметки об актере Александре Суханове) // Городские развлечения : интернет-журнал. — 2017. — 3 июль.
Мюзикл «Русалочка»:
Особо были видны сыгранность и слаженность на короткой, но сложной сцене битвы повара (шеф Луи - Александр Суханов) и поварят с крабом, которая по настроению и отдельным элементам напоминает знаменитую репетицию оркестра из "Веселых ребят". Небольшой эпизод был сыгран по-бродвейски технично, что не умаляло его юмористической составляющей. Каждая улыбка и интонация, любой трюк, как то появление клешни из тарелки или ноги из-под скатерти и прочие, были выполнены так, словно постановка идет уже третий год и все элементы "отскакивают от зубов".
Сусанна Альперина. Мюзикл "Русалочка" показали в Москве // Российская газета : интернет-газета. — 2012. — 8 октябрь.
Голоса актеров живые, настоящие, не фанерные. Каждый персонаж наделен ярчайшей характерностью. Особенно колоритны шеф-повар-француз (Александр Суханов), наводящий ужас на Ариэль приготовлением сифуда.
Екатерина Кретова. Граф Орлов попал в «мюзикальную» историю // Известия : интернет-газета. — 2012. — 8 октябрь.
Мюзикл «Джекилл & Хайд»:
Джон Аттерсон у Александра Суханова – человек-сила, человек-трагедия. Он распахнут эмоционально, пропускает через себя все происходящее с лучшим другом, переживает все события вместе с ним. И, убивая в финале Джекилла, он словно бы убивает себя: непонятно как жить и после такого поступка, и после случившегося с другом.
Алиса Никольская. Премьера мюзикла «Джекилл & Хайд» в Санкт-Петербургском театре музыкальной комедии // Городские развлечения : интернет-журнал. — 2015. — 13 январь.
Или Джон, друг Джекилла. Болеющий душой, переживающий за Генри – в трактовке Китанина. Единомышленник, идущий чуть позади – в исполнении Суханова.
Ольга Соловьева. Дихотомия Добра и Зла. О спектакле «Джекилл&Хайд» // Чайка : интернет-журнал. — 2016. — 6 июня (№ 3).
Мюзикл «Поющие под дождём»:
В спектакле играют: Татьяна Лазарева — Дора Бейли, Михаил Шац — Декстер, Александр Суханов — Симпсон. «Поющие под дождем» — мюзикл разговорный, что весьма опасно в музыкальном театре. Но эти актеры прекрасно владеют комедийным жанром, и потому их сцены органично вписываются в драматургию, имеющую, как это часто бывает в джукбоксах, номерную структуру.
Нора Потапова. «Поющие под дождем» теперь в Москве // Московский комсомоле : интернет-газета. — 2015. — 4 октября.
Мюзикл «Канкан»:
Замечательно колоритен грузинский скульптор Борис – Александр Суханов. Настолько колоритен, что и персонажем второго плана не назовёшь – запоминается ярче всего. Органика, темперамент и, похоже, природное чувство юмора. Да и вся его команда нищих гениев с Монмартра (Иван Корытов, Марат Рамов, Владимир Ярош) хороша. В противовес великовозрастным шалопаям лощёный критик Жюссак Игоря Кроля успешен, циничен, умён. Их общие сцены в мастерской (демонстрация скульптурных шедевров) и на крыше (дуэль) сыграны остроумно, живо, с актёрским смаком. А потому и публикой принимаются с особым удовольствием.
Нора Потапова. Развлекуха в стиле ретро // Musicseasons : интернет-портал. — 2018. — 2 декабря.
Среди непризнанных гениев выделяется один колоритный персонаж – «самый единственный грузинский скульптор во всем Париже» Борис ( Александр Суханов). Его герой неприятен и смешон одновременно.
Канкан, канкан, да здравствует «Канкан»! // Postimees : интернет-журнал. — 2019. — 29 апреля.
Феерию комедийного куража дарит Александр Суханов в роли экзотического для Монмартра грузинского скульптора Бориса.
Александр Матусевич. От Бродвея до Монмартра // Играем с начала : интернет-газета. — 2021. — 31 август.
Мюзикл «Девчонка на миллион»:
Легко, с помощью буквально двух-трех жестов, акцента и при поддержке балета - нескольких брутальных морячков - «сделал» публику Александр Суханов, исполнивший роль алчного американского капитана Стенсона.
Константин Каюков. Максиму Леонидову иногда лучше петь, чем говорить // Интересант : интернет-журнал. — 2019. — 26 февраля.
Мюзикл «Опасные связи»:
Отрицательное обаяние – понятие, состоящее из двух нерасторжимых компонентов: отрицательности и… точно, обаяния. Первое помогает нам отстраниться от героя, второе не позволяет от него оторваться. Именно таков Суханов, причём, осмелюсь высказать наблюдение, он таков во всех ролях – просто в силу своей уникальной харизмы. А уж какой мощный вокал и яркое актёрское мастерство к дарам естества прибавил сам Александр – кто знает, не позабудет.
Елена Трефилова. Вальмон и его команда. «Опасные связи» Глеба Матвейчука // Musecube : интернет-портал. — 2019. — 25 сентября.
Мюзикл «Алиса и Страна чудес»:
Ведь как только на горизонте появляется Кролик (Александр Суханов), призванный дарить любовь и наслаждение, сердце Королевы сразу же смягчается. Да, Кролик в этом мюзикле – не чета своему книжному собрату: здесь он в самом расцвете сил и более чем уверен в себе.  Единственное, что осталось в нем от кэрролловского персонажа – розовый цвет… нет, не глаз, облачения!
Любовь Марьина. Мюзикл «Алиса и Страна чудес»: Все это сон? // Около : интернет-журнал. — 2022. — 15 июнь.
Мюзикл «Пётр I»:
Противостоит Петру монах Досифей (Александр Суханов), олицетворяющий собой старую Московскую Русь, противник реформ, он склоняет на свою сторону бывшую жену и сына Алексея. Стоит сказать, что каким бы ни был второстепенным персонаж, Александр умудрился наделить его такой харизмой, что ставить его игру на второй план не поворачивается рука.
Яна Квятковская. Пётр Первый: заглянуть за горизонт // MuseCube : интернет-портал. — 2022. — 12 декабрь.
Противник Петра – персонифицированный традиционализм, беспринципный ретроград в черной рясе, названный для вящей внушительности Досифеем и следующий за Петром сперва как учитель, а затем – как эриния. Александр Суханов в этой партии играет вдохновенного фанатика, который ради высшей цели готов на все.
Ая Макарова. Поднимается ветер // Музыкальная жизнь : интернет-журнал. — 2022. — 20 декабрь.
Мюзикл «Остров сокровищ»:
Роль Джона Сильвера, умного и коварного предводителя пиратов, просто создана для Александра Суханова. Это тот случай, когда зрителям особенно сложно сделать выбор: вроде бы надо быть на стороне «хороших» героев, но как не очароваться харизматичным злодеем, не довериться ему полностью, не быть с ним до самого конца? Чем Сильвер, кстати, активно пользуется – ему принадлежит основная часть интерактива в спектакле: он и с мальчишками в зале по-свойски поболтает, и дорогу, заплутав на острове, у зрителей спросит, и даже попросит помощи, чтобы убедить противников в своей искренности (и ему помогут!). Суханову удивительно идет живописно-потрепанный наряд морского волка, «пережившего» немало заварушек. А сольный номер Сильвера о ни с чем не сравнимых чувствах, переживаемых во время очередного морского приключения – настоящий гимн всех авантюристов с открытым сердцем.
Алиса Никольская. Мюзикл «Остров сокровищ» в Санкт-Петербургском театре музыкальной комедии // Городские развлечения : интернет-портал. — 2024. — 29 апрель.